# FC Turkse Rangers Waterschei
FC Turkse Rangers Waterschei is een Belgische voetbalclub uit Waterschei. De club is aangesloten bij de KBVB met stamnummer 9147 en heeft wit-rood als kleuren. Turkse Rangers speelt in de provinciale reeksen.

## Geschiedenis
Leden van de Turkse gemeenschap in Genk hebben in 1976 de Turkse Rangers opgericht, toen nog de Texas Rangers. De toenmalige club had als doelstelling het opvangen van jongeren uit de Genkse wijk Waterschei. De vereniging is in de loop der jaren blijven groeien en heeft zich in 1989 aangesloten bij de Koninklijke Belgische Voetbalbond onder de naam Turkse Rangers.
De club is uitgegroeid tot een multiculturele sportclub waarbinnen vele nationaliteiten vertegenwoordigd zijn. In 1993 is de club zelfs bekroond met de integratieprijs van de stad Genk. Dit vanwege de combinatie van sportactiviteiten en de multiculturele uitstraling. De oorspronkelijke doelstelling blijft, dankzij de vele jeugdige spelers, nog steeds gehandhaafd.
De club telt ongeveer 300 leden waarvan 250 voetballende jeugdigen, senioren elftal en een G-voetbal ploeg.

## Resultaten
| Seizoen | Klasse | Klasse | Klasse | Klasse | Klasse | Klasse | Klasse | Klasse | Klasse | Reeks                                                    | Punten                                                   | Opmerkingen                                              |
|         | 1A     | 1B     | 1Am    | 2Am    | 3Am    | P.I    | P.II   | P.III  | P.IV   | Vanaf 2016-17 zijn er 3 nationale en 2 regionale niveaus | Vanaf 2016-17 zijn er 3 nationale en 2 regionale niveaus | Vanaf 2016-17 zijn er 3 nationale en 2 regionale niveaus |
| ------- | ------ | ------ | ------ | ------ | ------ | ------ | ------ | ------ | ------ | -------------------------------------------------------- | -------------------------------------------------------- | -------------------------------------------------------- |
| 2016/17 |        |        |        |        |        |        |        | 15     |        | Derde Prov. Lim. B                                       | 30                                                       | Degradatie                                               |
| 2017/18 |        |        |        |        |        |        |        |        | 12     | Vierde Prov. Lim. A                                      | 35                                                       |                                                          |
| 2018/19 |        |        |        |        |        |        |        |        | 9      | Vierde Prov. Lim. A                                      | 34                                                       |                                                          |
| 2019/20 |        |        |        |        |        |        |        |        | 1      | Vierde Prov. Lim. B                                      | 72                                                       | Vroegtijdig stopgezet wegens de Coronacrisis             |
| 2020/21 |        |        |        |        |        |        |        | -      |        | Derde Prov. Lim. B                                       | -                                                        | Seizoen geschrapt wegens de Coronacrisis                 |
| 2021/22 |        |        |        |        |        |        |        | 2      |        | Derde Prov. Lim. B                                       | 67                                                       | Promotie                                                 |
| 2022/23 |        |        |        |        |        |        | 2      |        |        | Tweede Prov. Lim. B                                      | 55                                                       | Promotie                                                 |
| 2023/24 |        |        |        |        |        | 6      |        |        |        | Eerste Prov. Lim.                                        | 50                                                       |                                                          |
| 2024/25 |        |        |        |        |        | 1      |        |        |        | Eerste prov. Lim.                                        | 60                                                       | Kampioen                                                 |
| 2025/26 |        |        |        |        |        |        |        |        |        | Derde afdeling VV B                                      |                                                          |                                                          |